# Withenoc
Withenoc (též Guihenoc de la Boussac, Wihenoc, Gwethenoc, Withenock atd. narozen zhruba 1035, zemřel po 1101) byl šlechtic a mnich původem z Bretaně, který byl pánem z Monmouthu v letech 1075 až 1082 a založil zde převorství.

## Život
Withenoc byl synem Caradoca de la Boussac, šlechtice se statky blízko Dolu v Bretani. V záznamech se poprvé objevuje už jako dospělý v roce 1055. Oženil se s dcerou dolského arcibiskupa, měl mladšího bratra, Baderona, a syna Ratiera, kteří se oba stali mnichy.
Po ovládnutí Anglie Normany v roce 1066 byl hrabětem z Herefordu ustaven William fitzOsbern. Ten založil Monmouthský hrad ležící v nejjižnějším cípu oblasti zvané Archenfield nad soutokem řek Wye a Monnow. William fitzOsbern v roce 1071 padl v bitvě a jeho syn Roger upadl roku 1075 v nemilost. Král Vilém pak jmenoval monmouthským pánem Withenoca. Je možné, že svou roli hrála tehdejší podobnost bretonštiny a velštiny, která umožňovala Bretoncům domluvit se s Velšany. Proto Normané umisťovali věrné Bretonce do pohraniční oblasti mezi Anglií a Walesem.
Jedním z prvních Withenocových činů v Monmouthu bylo založení ského převorství. Za tím účelem požádal o pomoc Viléma z Dolu (možné svého příbuzného), který byl od roku 1070 opatem v Saint Florent v Saumuru. Jednalo se o velké opatství na březích Loiry, které bylo později v šestnáctém století zničeno. Vilém poslal do Monmouthu mnichy a převora a výměnou za to vzniklé převorství posílalo část svých zisků zpět do Francie. Tato spolupráce fungovala až do čtrnáctého století. Po celou dobu posílalo monmouthské převorství část zisků do Saint Florent a naopak do Monmouthu přicházeli ze Saint Florent noví převoři. Zakládací listina převorství říká:
„Wihenoc z Monmouthu, všem mužům, svým přátelům a sousedům, všem věrným synům svaté matky církve, jak současným tak budoucím, přeje zdraví. Budiž vám známo, že já, Wihenoc, byv pohnut podnětem shůry, radou Boží a na požadavek svých vojáků a poddaných, k slávě Boží a svaté Panny u svatého Florencia, k prospěchu své duše a svých rodičů, jsem postavil kostel na svém hradě v Monmouthu, a doroval ho na věky svatému Florenciovi z Salmuru, odkud jsem pozval mnichy, aby řečený kostel užívali; a tam mohou žít, pravidelně sloužit Bohu, dal jsem jim určité majetky, jak pozemky tak kostely a desátky, to jest: kostel svatého Kadoka blízko hradu, na mém sídle, kde již prvně dříve řečení mniši sídlili, než byl monmouthský kostel dokončen; kostel svatého Wingatolla; kostel v Bockeville; kostel v Llangradoc; kostel ve Welch Bicknor; kostel v Eililde Hopa s kaplí v Hently; kostel v Tobertonu; kostel v Strettonu s kaplí Haspertonu; a dvacetčtyři lánů u monmouthského hradu, osm lánů v llancadocku, osm lánů v Suentoně a dva díly ze všech desátků z mého panství, stejně jako ve vlastnictví mém i mých poddaných, a desátky ze všech mlýnů a desátky ze všech mých daní. Potvrzuji tyto dary tímto svým psaním, aby jim patřily navždy, Svědkem můj bratr Baderon a ostatní“
Withenoc se v roce 1082 asi po sedmi letech v Monmouthu vzdal svých světských funkcí a odešel na odpočinek jako mnich do Saumurského opatství. Jako pána z Monmouthu jej nahradil syn jeho bratra, William fitzBaderon. Do Monmouthu se vrátil na návštěvu ještě v roce 1101. Vyskytly se teorie, že Geoffrey z Monmouthu, který se tu narodil zhruba v roce 1100 jako syn jiného bretonského šlechtice, Arthura, by mohl být Withenocovým příbuzným, ale nic je nepotvrzuje.